# 王藎臣 (宣統進士)
王荩臣（1882年—1973年），字念祖，山西浑源人，中国现代诗人、法学家、教育学家。

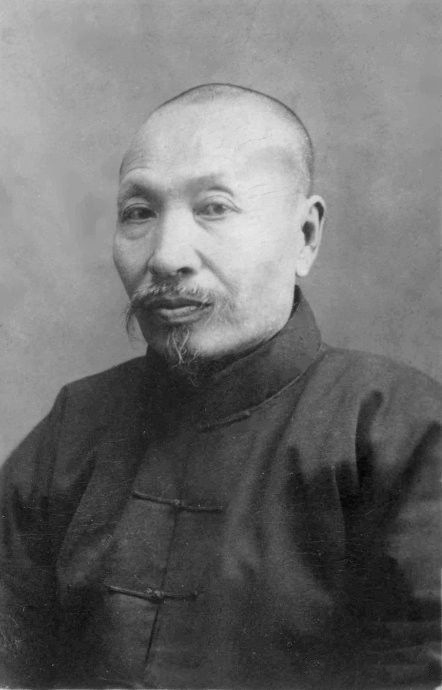
王藎臣

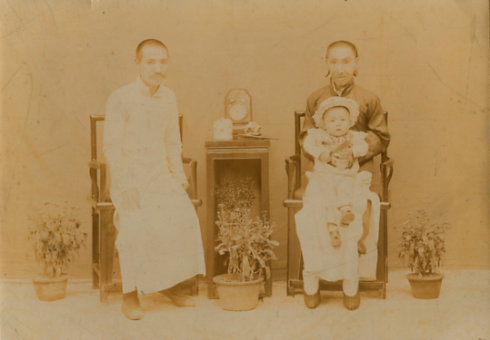
王藎臣與其父王夢曾及其子王道平

光绪二十八年（1902年）参加“山、陕合闱”的乡试，考取壬寅科举人。光绪三十一年（1905年）进入山西大学堂西学专斋学习，求学期间，经温寿泉介绍，加入山西同盟会。宣统三年（1911）清廷授进士出身。
民国时，曾任阎锡山治下末任山西省高等法院院长。中华人民共和国成立后，受聘为山西省参事室参事，后改文史馆馆员，任浑源县第一届政协委员。1957年被打成右派，是“浑源县三大右派”之一。1973年去世。